# Interkosmos
Interkosmos (tiếng Nga: Интеркосмос) là một chương trình không gian của Liên Xô với mục đích giúp những quốc gia có quan hệ ngoại giao tốt với nước này tham gia vào các chương trình vũ trụ có người lái cũng như không người lái.

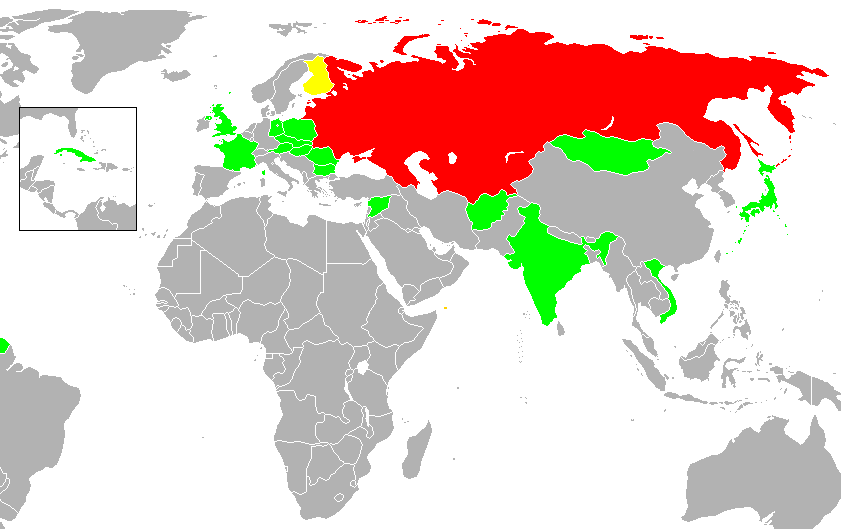
Nước tổ chức chuyến bay
Nước tham gia

Chương trình gồm có các quốc gia Đông Âu thuộc Khối Warszawa/CoMEcon, và các quốc gia xã hội chủ nghĩa hoặc cộng sản khác như Afghanistan, Cuba, Mông Cổ và Việt Nam. Ngoài ra, những nước thuộc Phong trào không liên kết như Ấn Độ và Syria cũng được tham gia, thậm chí những quốc gia từng có thời nằm trong khối NATO là Pháp cũng đóng góp vào Interkosmos, thể hiện mối quan hệ chính trị trong thời kỳ Chiến tranh Lạnh.
Sau Dự án thử nghiệm Apollo-Soyuz, đã có những cuộc thảo luận giữa NASA và Interkosmos vào những năm 1970 về chương trình phối hợp "Shuttle-Salyut" để gửi tàu con thoi đến trạm không gian Salyut, và những cuộc thảo luận trong thập niên 1980 còn đề cập đến việc phóng tàu vũ trụ Liên Xô thuộc chương trình Buran lên trạm không gian Mỹ trong tương lai. Tuy chương trình Shuttle-Salyut chưa bao giờ trở thành hiện thực khi chương trình Interkosmos còn tồn tại, sau sự tan rã của Liên Xô, chương trình Shuttle-Mir đã tiếp nối các bước đi này và mở lối cho sự hình thành Trạm vũ trụ Quốc tế.
Chương trình bắt đầu từ tháng 4 năm 1967 với các phi vụ phóng vệ tinh nghiên cứu không người lái, và các chuyến bay có người lái được bắt đầu từ tháng 2 năm 1978. Những chuyến bay thuộc Interkosmos đã đưa 14 phi hành gia không phải người Liên Xô lên không gian trong những tàu Soyuz từ năm 1978 đến 1988. Chương trình này cũng giúp đưa công dân đầu tiên của một nước không phải Mỹ và Liên Xô lên không gian là Vladimír Remek của Tiệp Khắc. Interkosmos cũng đã đưa người da đen và cũng là sắc dân nói tiếng Tây Ban Nha đầu tiên, Arnaldo Tamayo Méndez của Cuba, người châu Á đầu tiên, Phạm Tuân của Việt Nam lên vũ trụ. Trong các nước tham gia, chỉ có Bulgaria là quốc gia duy nhất gửi hai phi hành gia lên vũ trụ.

## Chuyến bay có người lái
| Ngày                     | Phi hành gia chính            | Phi hành gia chính        | Phi hành gia Dự bị           | Quốc gia    | Chuyến bay | Trạm vũ trụ                 |
| ------------------------ | ----------------------------- | ------------------------- | ---------------------------- | ----------- | ---------- | --------------------------- |
| 3 tháng 2 năm 1978       |                               | Vladimír Remek            | Oldřich Pelčák               | Tiệp Khắc   | Soyuz 28   | Salyut 6                    |
| 27 tháng 6 năm 1978      |                               | Mirosław Hermaszewski     | Zenon Jankowski              | Ba Lan      | Soyuz 30   | Salyut 6                    |
| 26 tháng 8 năm 1978      |                               | Sigmund Jähn              | Eberhard Köllner             | Đông Đức    | Soyuz 31   | Salyut 6                    |
| 10 tháng 4 năm 1979      |                               | Georgi Ivanov             | Aleksandr Aleksandrov        | Bulgaria    | Soyuz 33   | Salyut 6 (Kết nối thất bại) |
| ngày 26 tháng 5 năm 1980 |                               | Bertalan Farkas           | Béla Magyari                 | Hungary     | Soyuz 36   | Salyut 6                    |
| 23 tháng 7 năm 1980      |                               | Phạm Tuân                 | Bùi Thanh Liêm               | Việt Nam    | Soyuz 37   | Salyut 6                    |
| 18 tháng 9 năm 1980      |                               | Arnaldo Tamayo Méndez     | Jose Lopez Falcon            | Cuba        | Soyuz 38   | Salyut 6                    |
| 23 tháng 3 năm 1981      |                               | Jügderdemidiin Gürragchaa | Maidarzhavyn Ganzorig        | Mông Cổ     | Soyuz 39   | Salyut 6                    |
| 14 tháng 5 năm 1981      |                               | Dumitru Prunariu          | Dumitru Dediu                | Romania     | Soyuz 40   | Salyut 6                    |
| 24 tháng 6 năm 1982      |                               | Jean-Loup Chrétien        | Patrick Baudry               | Pháp        | Soyuz T-6  | Salyut 7                    |
| 2 tháng 4 năm 1984       |                               | Rakesh Sharma             | Ravish Malhotra              | Ấn Độ       | Soyuz T-11 | Salyut 7                    |
| 22 tháng 7 năm 1987      |                               | Muhammed Ahmed Faris      |                              | Syria       | Soyuz TM-3 | Mir                         |
| 6 tháng 7 năm 1988       |                               | Aleksandr Aleksandrov     |                              | Bulgaria    | Soyuz TM-5 | Mir                         |
| 29 tháng 8 năm 1988      | Tập tin:Abdul Ahad Momand.jpg | Abdul Ahad Mohmand        | Mohammad Dauran Ghulam Masum | Afghanistan | Soyuz TM-6 | Mir                         |
| 26 tháng 11 năm 1988     |                               | Jean-Loup Chrétien        | Michel Tognini               | Pháp        | Soyuz TM-7 | Mir                         |